# Софикон (Коринфия)
Софико́н (греч. Σοφικόν) — деревня в Греции. Расположена на высоте 418 метров над уровнем моря, на Пелопоннесе, к югу от Коринфского перешейка, соединяющего материковую Грецию и полуостров Пелопоннес, в 19 километрах к юго-востоку от Коринфа и в 63 километрах к юго-западу от Афин. Входит в общину Коринф в периферийной единице Коринфия в периферии Пелопоннес. Население 1679 жителей по переписи 2011 года.

## Сообщество Софикон
Сообщество Софикон создано в 1912 году (ΦΕΚ 262Α). В сообщество входят шесть населённых пунктов. Население 2009 жителей по переписи 2011 года. Площадь 102,913 квадратных километров.
| Населённый пункт      | Население (2011), человек |
| --------------------- | ------------------------- |
| Айос-Власис           | 38                        |
| Киуркати              | 48                        |
| Монастырь Айия-Марина | 31                        |
| Пефкали               | 204                       |
| Софикон               | 1679                      |
| Франголимано          | 9                         |

## Население
| Год  | Население, человек |
| ---- | ------------------ |
| 1991 | 1645               |
| 2001 | 1687               |
| 2011 | ↘ 1679             |